# Oleg Moliboga
Oleg Aleksiejewicz Moliboga (ros. Олег Алексеевич Молибога; ur. 27 lutego 1953 w Dniepropietrowsku, zm. 9 czerwca 2022) – radziecki siatkarz. Dwukrotny medalista olimpijski.
W reprezentacji Związku Radzieckiego grał w latach 1976–1982. Oprócz dwóch medali igrzysk olimpijskich – srebra w 1976 i złota w 1980 – sięgnął po dwa złote medale mistrzostw świata (1978 i 1982) i czterokrotnie zostawał mistrzem Europy (1977, 1979, 1981, 1983). Był zawodnikiem m.in. CSKA, w barwach moskiewskiego klubu siedem razy zdobywał tytuł mistrza Związku Radzieckiego (1976–1982). W 1977, 1982 i 1983 zdobywał Puchar Europy.
Po zakończeniu kariery zawodniczej został trenerem.